# Diospyros insignis
Diospyros insignis är en tvåhjärtbladig växtart som beskrevs av George Henry Kendrick Thwaites. Diospyros insignis ingår i släktet Diospyros och familjen Ebenaceae. Inga underarter finns listade i Catalogue of Life.